# Gastronomía de Malasia

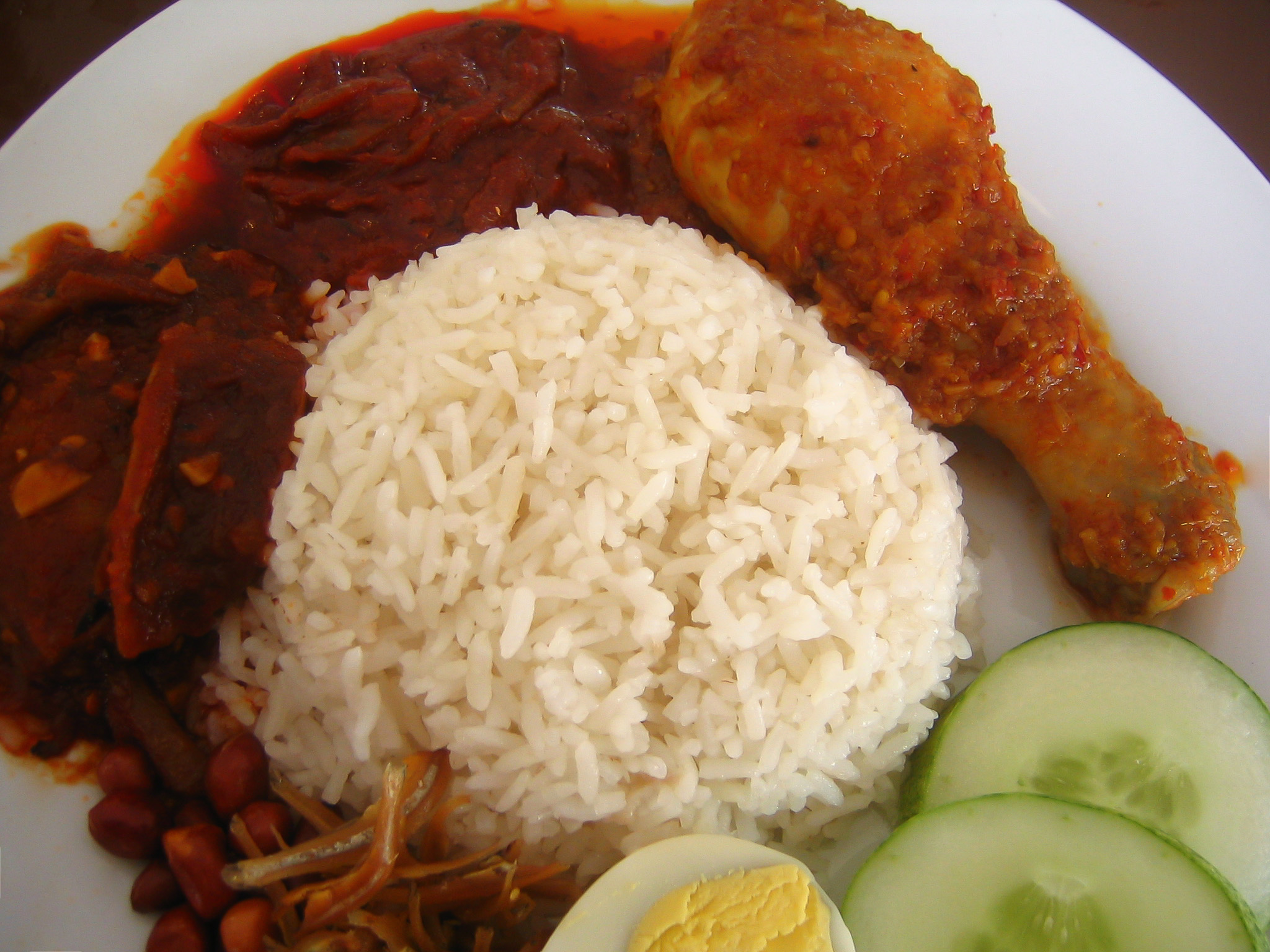
Un Nasi lemak (arroz en crema), uno de los platos más populares de Malasia.

La Gastronomía de Malasia refleja claramente los aspectos multi raciales de Malasia. Existen diferentes grupos étnicos en Malasia y este efecto se ve reflejado en sus platos ya que se derivan de influencias étnicas múltiples.

## Características
La comida malaya se caracteriza por el uso abundante de chilli y/o leche de chile en las frituras. Una comida malaya consiste básicamente en un único plato de arroz y varios platos servidos al mismo tiempo en diferentes bol (concepto que se opone a la idea occidental y China de secuencia de platos).

## Ingredientes

### Alimentos cultivados
El principal es el arroz que tiene una tendencia predominante en Malasia así como en la mayoría de los países de la región. El arroz comido en Malasia es una variedad local de arroz con características de fragancia específicas. La calidad del grano (suele ser de grano largo) es similar al basmati empleado en los platos biryani. El arroz de grano corto de origen japonés ha ido penetrando lentamente en las dietas de los malayos.
Los fideos son otro ingrediente muy popular. Algunos de los fideos son conocidos como "Mee Hoon, 米粉" (vermicelli), "Kuay Teow, 稞条" (fideos aplanados muy similares a los fettuccine pero elaborados con arroz), "Mee, 麺" (fideos amarillos), "Mee Suah, 麺线", "Yee Meen, 伊麺" (fideos pre-fritos), "Tang Hoon, 通粉" (fideos transparentes elaborados de soja), los macaroni, y otros que proveen una fuente de carbohidratos a los diferentes platos de esta gastronomía.
El pan al estilo occidental es una nueva característica que va ganando aceptación poco a poco entre las nuevas generaciones.

## Tipos de platos

### Platos de origen malayo
Algunos ejemplos incluyen:
- mermelada de coco

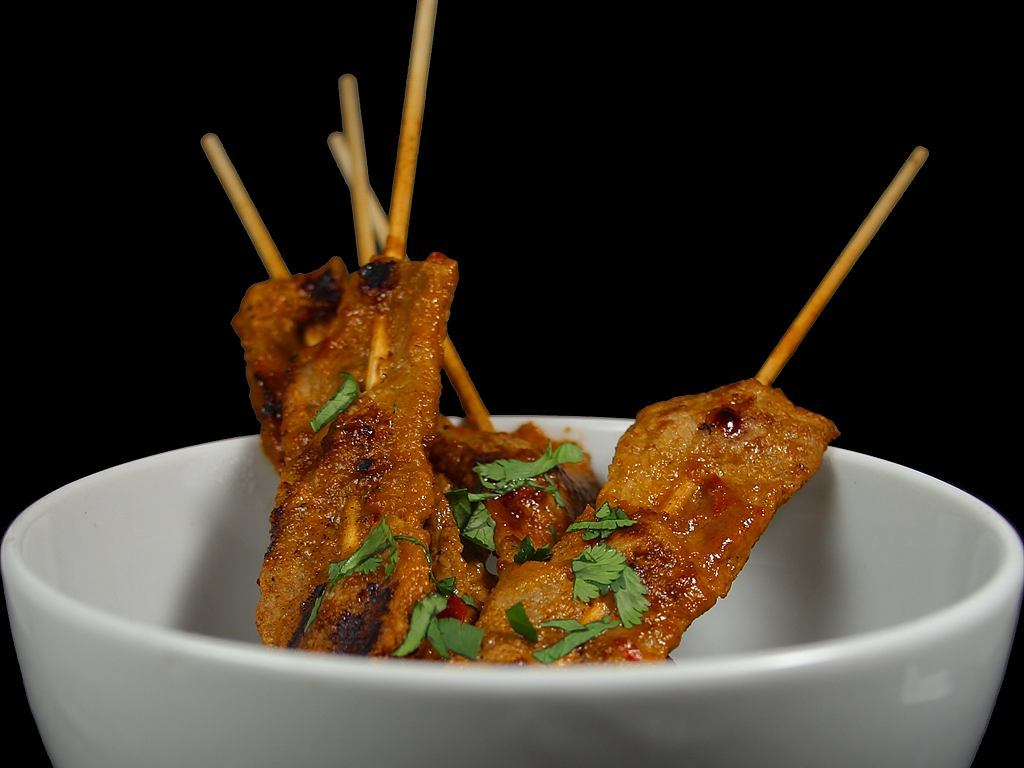
Satay de ternera a la parrilla.

- Satay carne a la parrilla en pinchos
- Nasi lemak (literalmente arroz en crema) es quizás el plato nacional de Malasia.
- Pescado asam es pescado cocinado en salsa de asam (tamarindo).
- Kangkung belacan es kangkung frita en wok con una salsa picante de pasta de gambas (belacan) y guindillas. Se suele cocinar junto con otros ingredientes incluyendo el petai (que es muy ácido al comerse crudo; las generaciones mayores lo comían así) y granos de yardlongs.
- Keropok lekor, una especialidad del estado de Terengganu así como de otros estados de la costa este de la Península de Malaysia, se trata de una combinación saborizante de pasta y tiras de pescado. Se cortan finas y se fríen antes de servir, son comidas con la salsa picante.
- Kuih es un pastel comido durante la mañana o el mediodía.
- Ikan Bakar, una barbacoa con bastantes guindillas,kunyit (cúrcuma) u otras salsas basadas en especies.
- Ketupat y rendang se suele servir en ocasiones festivas, como por ejemplo en el festival Hari Raya.
- Ramly Burger es una hamburguesa Malasia creada por Ramlee Moknin, muy popular en Malasia y Singapur.
- Nasi Dagang es el 'Nasi Lemak' de la costa este de la Península Malaysia, en el estado Terengganu y Kelantan.
- Nasi Paprik originario del sur de Tailandia, arroz con "lauk", generalmente pollo
- Nasi Goreng Kampung un tipo de arroz frito, tradicional que se saborea junto con pescado frito (generalmente caballa), se puede incluir algunas anchoas fritas en él.